# The Power and the Glory (Album)
The Power and the Glory ist das sechste Studioalbum der britischen Progressive-Rock-Band Gentle Giant. Es erschien am 22. September 1974 bei WWA Records.

## Entstehungsgeschichte
Vor den Aufnahmen wurde ein loses Konzept für das Album erarbeitet. Derek Shulman merkte dazu an: „Zu dieser Zeit gab es die Watergate-Affäre“ und „Die Probleme des Kalten Krieges spitzten sich zu. Das Konzept für das Album basierte auf der Korruption der Macht und darauf, wie die Menschen an der Basis von den Leuten an der Spitze beeinflusst werden. Geld und Macht gewinnen, egal was passiert, und die Leute, die sich das Beste erhoffen, bekommen in der Regel nicht das Beste. Das Label, bei dem wir damals waren, WWA Records, war ein Imprint von Vertigo. Vertigo war eine hundertprozentige Tochtergesellschaft von Phonogram, die heute zu Polygram gehört, das wiederum zu Universal gehört, das wahrscheinlich in einer Woche zu GE wird, das wiederum bald zur Regierung gehören wird. Das ist also die Korruption der Macht! Die Macht und der Ruhm! Schon wieder! Bis zum heutigen Tag!“
Gentle Giant wollten ein spontan klingendes Album einspielen und für die Stücke von The Power and the Glory jeweils nicht mehr als zwei Takes machen. Die Aufnahmen fanden Ende 1973 und Anfang 1974 in den Londoner Advision Studios statt.
Die Schallplattenhülle zeigt die Figur des Pik-Königs aus dem Spielkartensatz Prinz-Karte-402 der Frankfurter Druckerei B. Dondorf, der in den Jahren 1926–1933 aufgelegt wurde. Dabei wurde die obere Hälfte des Spielkartenmotivs verwendet und um den Frakturschriftzug Gentle Giant und jeweils den Buchstaben G unterhalb der Pik-Symbole ergänzt. Entgegen der landläufigen Meinung wurden der Titel des Albums und mit vielen lyrischen Themen nicht durch den gleichnamigen Roman des Autors Graham Greene inspiriert, obwohl Derek Shulman den Roman kannte.

## Veröffentlichungen
Das Album erschien 1974, anders als In a Glass House auch über Capitol Records in den USA. Bei der ursprüngliche Schallplattenhülle waren die oberen Ecken abgerundet. Über Terrapin Trucking, Kerry Minnears Alucard Records und Derek Shulmans DRT Entertainment erschienen ab 1992 verschiedene CD- und LP-Neuauflagen von The Power and the Glory, teilweise remastert, oder mit Bonus-Titeln. 2014 erscheint eine von Steven Wilson neu abgemischte Fassung des Albums anlässlich seines 40-jährigen Erscheinens.

## Titelliste
Alle Titel wurden von Kerry Minnear, Derek Shulman und Ray Shulman geschrieben.

### Seite 1
1. Proclamation – 6:48
2. So Sincere – 3:52
3. Aspirations – 4:41
4. Playing the Game – 6:46

### Seite 2
1. Cogs in Cogs – 3:08
2. No Gods a Man – 4:28
3. The Face – 4:12
4. Valedictory – 3:21

### Bonus-Titel
1. Proclamation (Live) – 4:51 (Nur auf der 35th Anniversary Edition von 2005.)
2. The Power and the Glory – 2:53 (Ursprünglich eine Single von 1974.)

## Stil
Gentle Giant reduzieren auf dem Album die Instrumentierung zahlenmäßig, verwenden jedoch mehr elektrische Instrumente als zuvor; Keyboards und Gitarren stehen im Vordergrund. Die charakteristischen Takt- und Tempowechsel werden beibehalten und sogar weiter ausgereizt als bisher. Einige Einflüsse aus Popmusik, Jazz und Blues sind nun auch hörbar. Die Stücke wirken oft dissonant und düster. The Power and the Glory ist ein Konzeptalbum über Macht und Korruption.

## Rezeption
Da The Power and the Glory schwer zugänglich wirkt, wurde es nicht ausschließlich positiv bewertet. Bruce Eder von Allmusic vergab nur zwei von fünf Sternen, Georgiy Starostin empfindet einige Stücke als seelenlose Scheußlichkeiten. Auf den Babyblauen Seiten wird es jedoch auch als abwechslungsreich, stimmungsvoll und modern gelobt, und das Musikmagazin eclipsed nahm es in seine Liste der 150 wichtigsten Prog-Alben auf.
Gitarrist Gary Green bezeichnete The Power and the Glory als sein Lieblingsalbum der Band.

### Charterfolge
1974 Erreichte das Album Platz 91 der kanadischen Albumcharts und Platz 78 der US-Billboard 200-Charts. 
Die Neuveröffentlichungen von The Power and the Glory stieg 2014 für eine Woche die Deutschen Albumcharts ein und erreichten am 1. August Platz 79.
| ChartsChartplatzierungen | Höchstplatzierung | Wochen |
| ------------------------ | ----------------- | ------ |
| Deutschland (GfK)        | 79 (1 Wo.)        | 1      |